# Chasmina dasyptera
Chasmina dasyptera är en fjärilsart som beskrevs av Chen 1982. Chasmina dasyptera ingår i släktet Chasmina och familjen nattflyn. Inga underarter finns listade i Catalogue of Life.